# Famille Lónyay
La famille Lónyay de Nagy Lónya et Vásáros-Namény (en hongrois : nagylónyai és vásáros-naményi Lónyay család) est une ancienne famille de la noblesse hongroise.

## Origines
Selon certains historiens, la famille serait issue du clan Keme. Selon d'autres, elle tirerait son origine du clan Koppán (en) ou encore du clan Csák. Son nom est celui de son fief historique, Lónya.
Le premier ancêtre connu est  Gurg de Lóna qui fuit en Pologne en 1032 avec le prince Béla, futur Béla Ier de Hongrie. Il est reçoit de ce dernier des terres en 1061. László  Lónyay reçoit de Béla IV de Hongrie (1235–1270) un don de terre en récompense de sa bravoure lors de la bataille de Bécsújhely. 

Une branche porte le titre de baron depuis 1627. D'autres branches reçoivent le titre de comte (1871 et 1896) et de prince (1917).

## Membres notables
- László, fils de Nane Berenczei (Nane de Berenche) est cité en 1271 comme seigneur de Szamosberence, en Transylvanie.
- Jakab Lónyay, vivant à l'époque d'Étienne V de Hongrie, est cité en 1291 comme főispán de Szatmár. Fils du précéndent.
- István Lónyay (fin XVIe-début XVIIe), capitaine de Szatmár et de Tokaj, époux de Kata Báthory et père du suivant.
- baron (1er) Zsigmond Lónyay (hu) (1593–1653), diplomate, főispán de Bereg et Kraszna.
- Anna Lónyay (hu) (décédée entre 1687 et 1693), seconde épouse de Jean III Kemény, prince de Transylvanie.
- baron Gábor Lónyay(1778°), főispán de Ung (1817) (branche tuzséri Lónyay).
- baron János Lónyay (hu) (1796-1859), conseiller privé, főispán de Bereg et du Bihar. Père du suivant.
- baron, puis comte (1871) (1er) Menyhért Lónyay (1822-1884), journaliste et homme politique, il fut plusieurs fois ministre, ministre-président de Hongrie et président de l'Académie hongroise des sciences. Titré comte en 1871. Il épouse Florenina Lónyay, fille Gábor Lónyay (1805–1885), főispán de Bereg, et de la baronne Piroská Prónai, dont:
  - comte Albert Lónyay (1823–1904), főispán d'Ugocsa (1860–1872). Père du suivant.
    - comte  Albert Lónyay (1850-1923), General der Kavallerie et dernier Capitaine de la Garde du corps royale hongroise (1914-1918).

  - comtesse Etelka Lónyay (1824–1896), amante du poète et dramaturge Imre Madách.
  - comte János Lónyay (1829–1897), főispán de Máramaros (1877–1894), membre de la Chambre des magnats (1891), capitaine de hussard KuK, petite Croix de l'Ordre de Saint-Étienne de Hongrie.
  - comte József Lónyay (1836–1880), membre du Parlement, chambellan impérial et royal.
- baron, puis comte (1896) puis prince (Fürst, titre transmissible par primogéniture masculine) (1917) Elemér Lónyay (1863-1946), membre de la Chambre des magnats, diplomate austro-hongrois. Second mari de la princesse Stéphanie de Belgique, veuve du prince héritier Rodolphe d'Autriche, il est le fils du baron Ödön Lónyay (1834–1885) et de Wilma Pázmándy (1839–1919), sans postérité.

## Liens, sources
- Iván: Magyarország családai, VII-VIII., Pest 1857-1868
- Arbre généalogique sur genealogy.euweb
- A Pallas nagy lexikona